# خومییا
خومییا (به اسپانیایی: Jumilla) یکی از شهرداری‌های کومارکای شرقی و در بخش خودمختار مورسیا در کشور اسپانیا قرار دارد. تا سال ۲۰۰۹ مساحت این شهرداری ۹۷۲ کیلومتر مربع و جمعیت آن ۲۵۳۴۸ تَن می‌باشد.
در این منطقه تجهیزات ۱۲۰۰۰۰ پنل آفتابی فتوولتاییک انرژی خورشیدی نصب می‌باشد که حجم تولید الکتریسیته از آنها به ۲۰ مگاوات می‌رسد